# スムマ
- スムマ
- スンマ
- ズンマ

- ルカ・パチョーリ
- ルカ・パチオリ

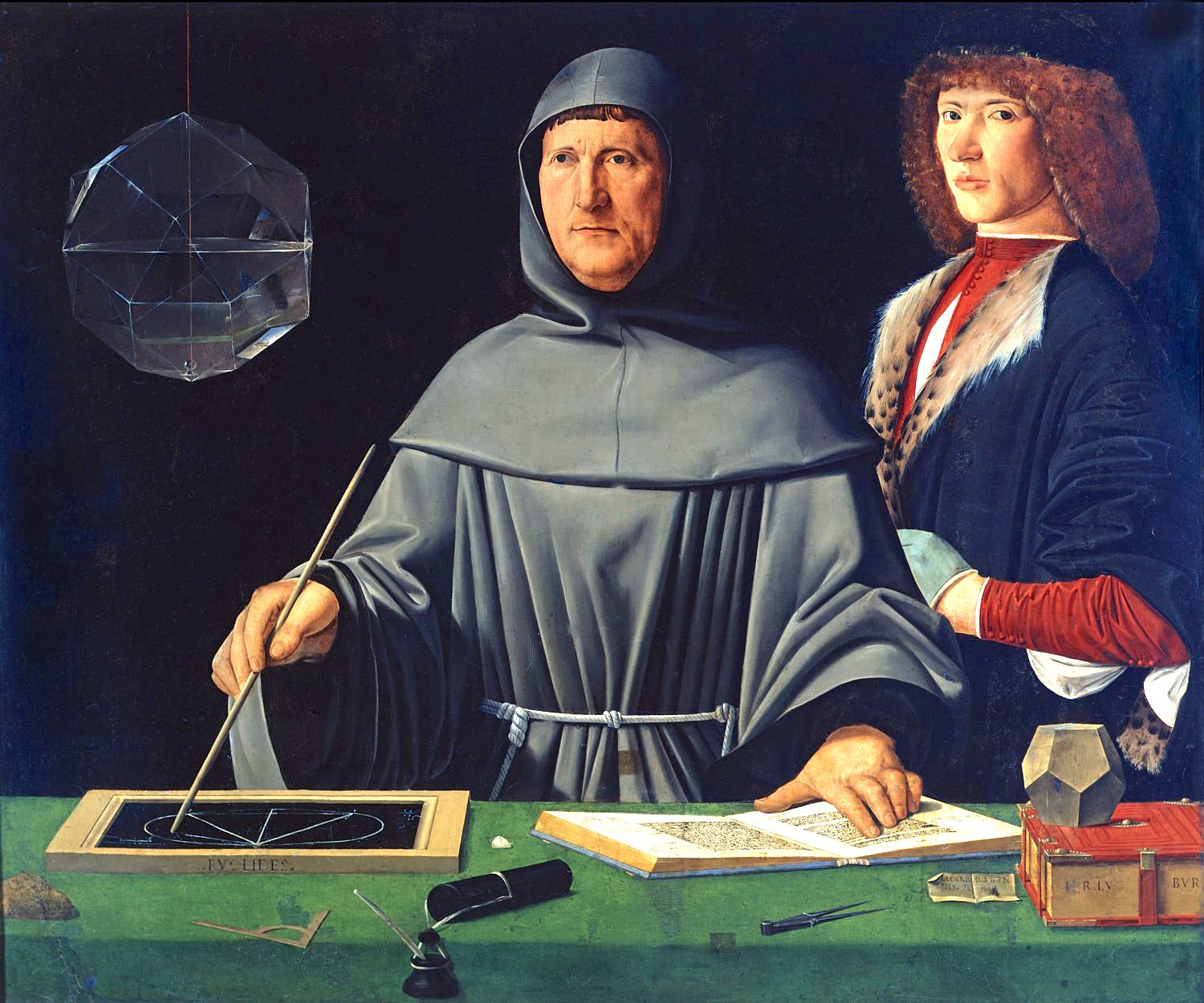
ルカ・パチョーリの肖像画（1495年）、ヤコポ・デ・バルバリ画。パチョーリ50歳の時で、右前方の分厚い本が『スムマ』だと推測されている。右奥にいるのは『スムマ』執筆を援助したグイドバルド。多面体は、ダ・ヴィンチが『デヴィナ（神聖比例論）』に描いた挿絵に同じ図形がある。カポディモンテ美術館蔵

『スムマ』（伊：Summa de arithmetica）は、1494年11月10日に数学者・修道士のルカ・パチョーリ（1445年-1517年）が著した数学書であり、ヴェネツィア共和国で出版された。正式な書名は『算術、幾何、比および比例に関する全集』（伊：Summa de arithmetica, geometria, proportioni et proportionalita）で、『全集』の部分を取って『スムマ』と略称され、『スンマ』や『ズンマ』表記もある。

## 概要
『スムマ』は算術百科事典としての内容を備えており、当時の数学知識を集めた最初の印刷本であった。複式簿記を最初に体系化・理論化した出版物としても知られ、会計学で重要な位置を占める。ヨハネス・グーテンベルクの活版印刷を使った最初期の書籍でもあり、インキュナブラに含まれる。当時の学術書としては珍しく、ラテン語ではなくイタリア語で書かれた。出版は、ヴェネツィアの出版社パンガニーノ・デ・パガニーニで行われた。
数学書としては、代数学についての最初の印刷物であり、2次方程式の解法が書かれている。幾何学についてはユークリッド幾何学が中心でフィボナッチの著作に近い内容となっており、その他に数論や商業算術がある。簿記論は、商人に必要な事項から始まって帳簿の種類や書き方が解説されている。

## 時代背景・著者
12世紀から地中海貿易で栄えていたイタリア都市国家の影響力が低下しつつある時代だった。イタリア戦争（1494年-1559年）によってシャルル8世のフランス軍がイタリアを攻撃し、これ以降、イタリアはナポレオン戦争（1796年-1797年）にいたるまでたびたび戦乱の影響を受けた。スペインやポルトガルが大西洋やインド洋に進出を始め、地中海貿易に代わって世界経済に影響を及ぼすようになる。文化面ではルネサンスが活発で、分野を超えた交流も盛んに行われた。当時の数学は商業計算はもちろん、天文学・占星術・芸術においても重要だった。簿記の分野では、専門の簿記係（quadernieri）や商人ではない学者が数学研究の題材に商業算術や簿記を使い、結果的に簿記の普及に貢献した。ベネデット・コトルリや、のちのジェロラモ・カルダーノと同様に、パチョーリもその一人だった。
著者のパチョーリはトスカーナのボルゴ・サンセポルクロに生まれ、少年時代に画家ピエロ・デラ・フランチェスカから数学を学んだ。フランチェスカはパチョーリを連れてウルビーノ公国に行き、パチョーリはウルビーノ公フェデリーコ・ダ・モンテフェルトロに図書館の利用を許されるようになった。1464年（19歳）の頃にパチョーリはヴェネツィア商人アントニオ・デ・ロンピアージの息子の家庭教師となり、この時期に簿記の知識を身につけたと推測されている。数学教授となったパチョーリは教育法を評価されて各地の大学に招聘され、その経験を著作にも活かした。ウルビーノ滞在中には『スンマ』の執筆のために図書館に通い、グイドバルド・ダ・モンテフェルトロとの交流が始まる。グイドバルドはフェデリーコの嗣子であり、『スムマ』の執筆を援助した。このため『スムマ』の冒頭には、ウルビーノ公への献辞がある。
グーテンベルクの活版印刷技術は1469年からヴェネツィアに導入された。ヴェネツィアは知識層が集中し、豊富な資本と商業力があり、出版事業が発展する条件を満たしていた。ヴェネツィアはヨーロッパ有数の印刷センターとなり、その印刷は鮮明さ、紙質、字体で定評があり、商業が発展していたため印刷の販路も見つけやすかった。

## 内容
当時の学術書ではラテン語が一般的だったが、パチョーリは『スムマ』をイタリア語で書いた。著書をイタリア語で書く理由として、読者が読みやすくなれば実り多いものになるとパチョーリは考えていた。貴族や数学の専門家だけでなく、商人など一般の読者を想定していたとされる。第1部は算術と代数、第2部は幾何学について書かれている。

### 数学について
数論は、図形数・完全数・偶数奇数・平方数・合同数。基本演算は、数表記、加減乗除、指表記、開閉法。分数については表記、四則、帯分数、および分数をつなげる計算法としてinfilcare（指し貫く，数珠つなぎにする意味）という方法の紹介。三数法。比と比例。仮定法。そして代数学、幾何、商業算術となる。参照した数学者として、サクロボスコ、エウクレイデス、ボエティウス、プトレマイオス、アルキメデス、アルジェブラ（おそらくジャービル・イブン＝ハイヤーン）などの名が挙げられている。この他、剽窃を指摘された部分がいくつかある。
商業算術
商業で使われる主な算術が例題つきで解説されている。コンメンダと呼ばれる商業組織の共同経営、家畜の放牧、家の賃貸、物々交換、利益と値下げ、利率、硬貨の純度、旅費、資本の分配、給料支払、労働時間、パンの購買、ゲームの問題などが書かれている。当時の商業についての史料にもなっている。
代数
代数学についての最初の印刷された書籍であり、2次方程式の解法について書き、のちの研究者に影響を与えた。第1論考はプラスとマイナス、第2論考は根の計算、第3論考は2項和と2項差、第4論考はベキの乗法、第5論考は2次方程式、第6論考は2次方程式に還元できない高次方程式について書かれている。2次方程式は6つの標準型が紹介され、レオナルド・フィボナッチの『算盤の書』（1202年）と同様の内容も見られる。記憶のために、ラテン語詩で解法を説明している。
3次方程式については、非比例性または不比例性を理由として、可能かもしれないが一般的な解法はないと書いた。パチョーリは比例性を重視しており、その点は『スムマ』の書名にも表れている。3次方程式の記述は、ボローニャ大学のシピオーネ・デル・フェッロに影響を与えた可能性がある。
幾何
全体の構成は、フィボナッチ『幾何学の実際』に即している。パチョーリ自身が講義で使用したヨハンネス・カンパヌス編のユークリッド幾何学の要約が含まれている。初版と第2版は、幾何学を扱った部分に差異がある。書かれているのは基本図形、三角形・多角形・円の分割、距離や高さの測定、体積、面積、高さ、距離、などである。

### 複式簿記について
複式簿記については、第1部第9編論説11「計算および記録について」で解説された。197フォリオ（葉）の裏ページから210フォリオの表まで、合計14フォリオ・26ページで36章に分かれていた。内容にはパッチワークのように見える部分があるため、商業学校で使われていた商業書や商人たちから得た知識を組み合わせて書いた可能性もある。36章の構成は以下のようになっている。
- 第1章：緒論　商人にとって必要な事項
- 第2章：財産目録
- 第3章：財産目録の模範例
- 第4章：有益な訓戒と助言
- 第5章：記録整理、3種類の主要簿
- 第6章：日記帳
- 第7章：商業帳簿の認証方法
- 第8章：日記帳の記入方法
- 第9章：9通りの商品の仕入方法
- 第10章：仕訳帳
- 第11章：借方と貸方
- 第12章：仕訳帳における借方と貸方
- 第13章：元帳
- 第14章：仕訳帳から元帳への転記方法
- 第15章：現金勘定と資本勘定の記入方法
- 第16章：商品勘定の元帳への記入方法
- 第17章：官庁との勘定記録方法
- 第18章：ヴェネツィア税関との取引
- 第19章：為替手形による支払の記帳方法
- 第20章：交換と組合について
- 第21章：組合取引の処理法
- 第22章：経常費、営業費、給与等諸費用の記帳方法
- 第23章：店舗の勘定のつけ方
- 第24章：仕訳帳、元帳における振替銀行の勘定と為替手形
- 第25章：収入と支出に関する勘定
- 第26章：旅行に関する記帳方法
- 第27章：利益と損失の勘定について
- 第28章：元帳勘定の繰越方法
- 第29章：毎年元帳を締切らないままに元帳の年度を変更する方法
- 第30章：債務者のための計算書の作成方法
- 第31章：誤謬記入の訂正
- 第32章：元帳の締切
- 第33章：帳簿の締切中に生じる取引の記帳方法
- 第34章：旧元帳勘定の締切および借方
- 第35章：手紙、証券等の保管方法
- 第36章：商業帳簿の記入に関する規則と方法

信仰との関係
修道士でもあるパチョーリは会計を行う几帳面で勤勉な者を神は認めると書き、帳簿をつけることは善行であるとした。引用された人物として、ウェルギリウス、パウロ、マタイ、ダンテらがいる。健全な信仰心をもち、専門的な教育を受ければ、秩序のある会計をできるとパチョーリは考えた。
異なる簿記の統合
複式簿記は、イタリアの都市国家で13世紀末期から14世紀初頭に形成されたという説が有力である。都市によって簿記にも違いがあり、ヴェネツィアは口別損益計算、フィレンツェは期間損益計算を使っていた。『スムマ』の損益計算は一般的にはヴェネツィア式簿記と解釈されており、パチョーリ自身もヴェネツィアが採用している方式だと書いている。しかし、継続的な帳簿記録をもとに期間で区切る総括損益計算もみられるため、ヴェネツィア式簿記とフィレンツェ式簿記の両方の特徴を持っている。
試算表
当時はまだ完成されていなかった試算表の原型が、第14章と第36章に書かれている。元帳のすべての勘定を1枚の紙に転記し、借方金額の総計と貸方金額の総計を確認する。等しければ元帳が正しく、等しくなければ元帳に誤りがあると論じており、合計試算表と同様の実務が行われていたことを示している。

## 出版

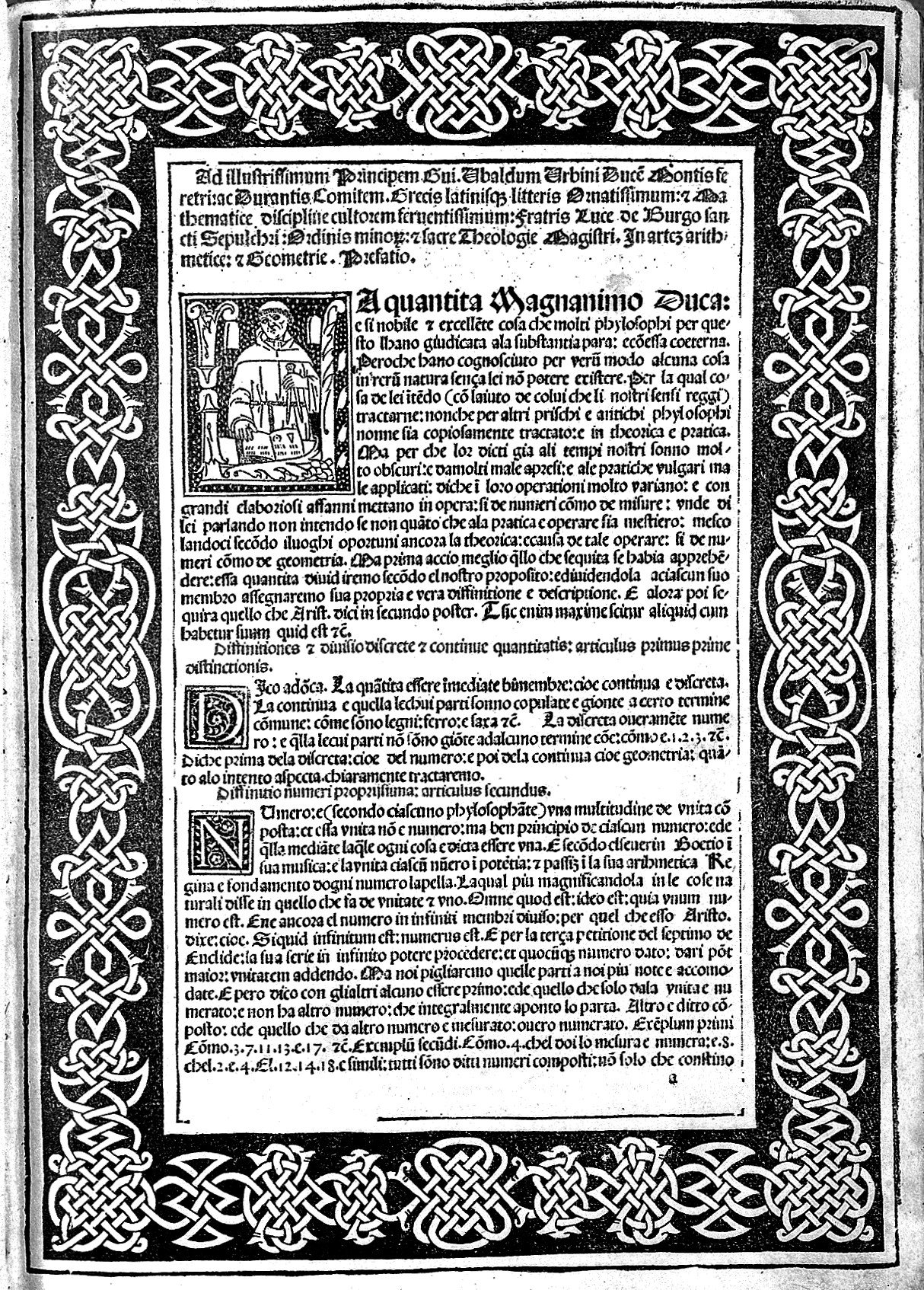
『スムマ』初版本(1494)。

『スムマ』は、大判二つ折・308ページからなる当時としては大きい本で、奥書（colophon）によれば初版の出版日は1494年11月10日である。『スムマ』を印刷したパガニーノ・ディ・パガニーニは1487年に独立して印刷所を持った業者で、パチョーリはグイドバルドの援助とヴェネツィア政府からの印刷特任権を得ていた。パガニーニは木版挿絵本の経験がなかったが『スムマ』の出版は成功して初版は3刷まで印刷され、パチョーリの死後にトスコラーノで第2版（1523年）が出版された。『スムマ』の価格についての直接的な史料はなく、1484年-1485年の書籍の価格をもとにすると、現在の価格で10万円を下らないと推測される。初版は囲み飾りの有無などの相違点によって3種類あり、イタリアのインキュナブラの目録番号では7132、7133、7134にあたる。
部数は、初版・第2版ともに不明である。当時の書籍の平均的な部数は、400部から500部であった。『スムマ』の初版本は、100冊ほど現存するといわれている。日本では、大阪学院大学、大阪商業大学、神奈川大学、久留米大学、慶應義塾大学、神戸大学、専修大学、日本大学商学部、広島修道大学、早稲田大学の図書館に蔵書がある。

## 影響

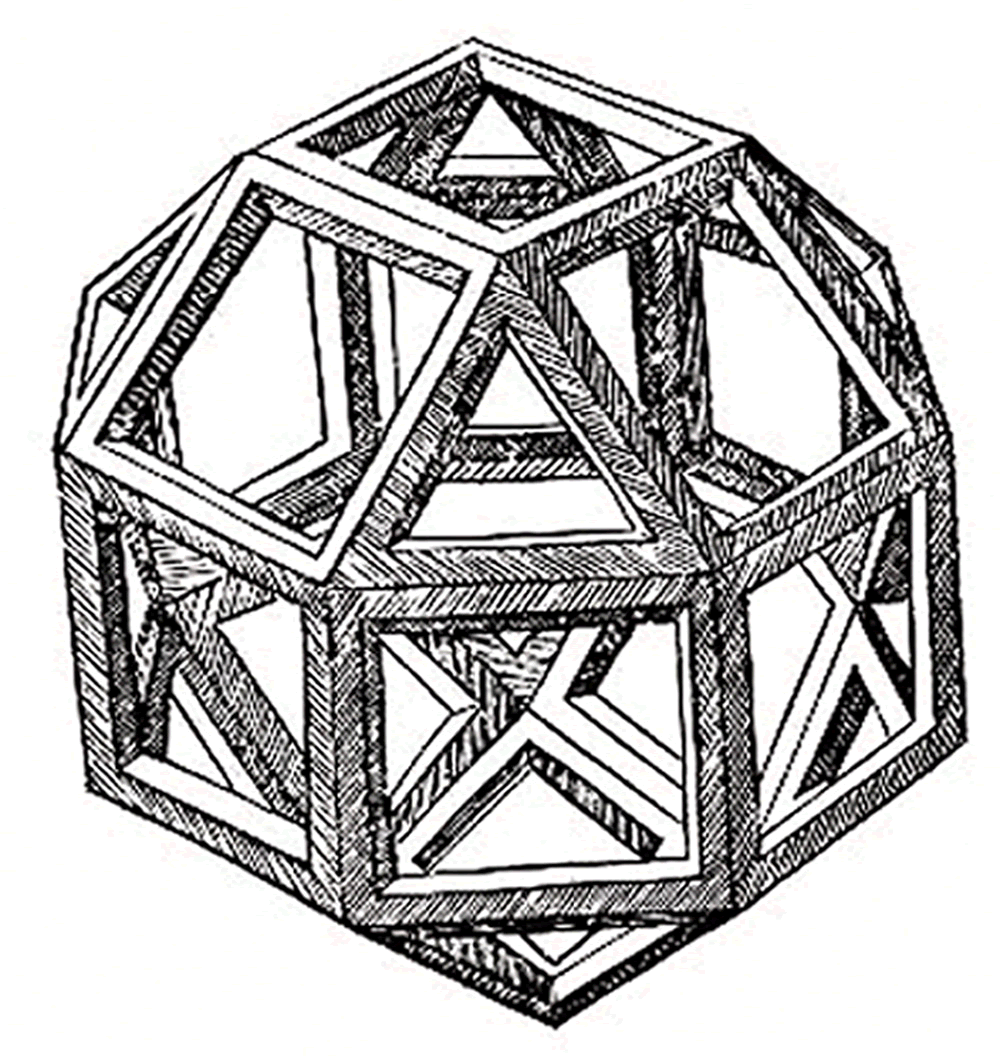
パチョーリの『デヴィナ（神聖比例論）』の挿絵。レオナルド・ダ・ヴィンチによるドローイングの版画。

パチョーリは『スムマ』で名声を得て、講義は人気を呼んだ。1496年にミラノ公国のルドヴィーコ・スフォルツァに招かれた時に、パチョーリは宮廷でレオナルド・ダ・ヴィンチと知り合う。遠近法などの絵画技法を通して数学に興味を持っていたダ・ヴィンチは、パチョーリと会う前の1495年に『スムマ』を119ソルドで購入しており、二人の親交が始まった。ダ・ヴィンチは『スムマ』からさまざまな抜粋や転写をして学んでおり、パチョーリの第2の著書『デヴィナ（神聖比例論）』では、ダヴィンチが本文71章と補遺20章で図形の挿絵を描いている。1498年にスフォルツァ城で開催された公開討論会では、パチョーリとダ・ヴィンチは同朋として出席した。しかし1499年にはイタリア戦争でフランスがミラノを攻撃したために、パチョーリはダ・ヴィンチとともにフィレンツェに避難した。
『スムマ』は好評だったが、簿記に関する部分が抜き書きされて他の指南書に転用されていたため、本体が売れなかった可能性もある。『スムマ』の簿記論を最初に使った印刷物が、簿記係や簿記教師でもあったドメニコ・マンツォーニの『複式簿記と仕訳帳』（1540年）だった。マンツォーニは『スムマ』から大量の引用を行い、簿記の実務用テキストを作り上げた。
その後『スムマ』の簿記法は、イタリア式簿記法と呼ばれてヨーロッパ各地に伝わった。初期の伝播では、16世紀アントウェルペンの織物商ヤン・インピン（Jan Ympyn）の影響が大きかった。インピンは『スムマ』をオランダ語とフランス語に翻訳し、初のオランダ語の簿記書として『新しい手引き』（1543年）を出版した。『新しい手引き』は年次決算を説いた最初の簿記書とされる。スペインにもインピンによる『スムマ』の翻訳が伝わった。ドイツの初期の簿記書には、『スムマ』の影響を受けた本と、独自に書かれた簿記書の両方が存在した。

### 翻訳
『スムマ』はイタリア語で書かれているが、多数の略語が使われており、現代イタリア人でも読みにくい。そのためイタリア語の翻訳書も出ている。パチョーリがラテン語とイタリア語の混合語で書いたとする説や、サンセポルクロやヴェネツィアの方言の混合語で書いたという説がある。
『スムマ』の簿記論の翻訳は30冊あり、英語が4冊、日本語が4冊、イタリア語3冊、ロシア語3冊、オランダ語、フランス語、スペイン語、チェコ語、ドイツ語、中国語が各2冊、ポルトガル語、ポーランド語、ルーマニア語、トルコ語が各1冊となる。日本での初訳は、1920年（大正9年）の平井泰太郎による英語版からの重訳である。平井は「『ぱちおり簿記書』 研究」として発表した。『スムマ』全文の日本語訳はされていない。